# BDAV
BDAV（Blu-ray Disc Audio/Visual、BD-AV）とは、BD-RやBD-REなどの書き込み式Blu-ray Discで利用されているアプリケーションフォーマットの一種である。
DVD規格でのDVD-VR（VRモード）に相当する。

## 特徴
デジタル放送をそのまま記録（DR／ダイレクトレコーディング、TS記録／トランポートストリーム記録）するために、映像や音声などの記録データのフォーマットを多重化するシステム（コンテナ）としてはデジタル放送と同じMPEG-2 TSを採用している。従って、映像・音声だけでなく放送波に含まれている情報の1つであるデータ放送もそのまま記録することができる。またデジタル放送の映像をH.264（MPEG-4 AVC）で再圧縮した収録も可能になっていることから、記録メディアであるBlu-ray Discの大容量を活かして標準画質映像での長時間記録も可能となっている。多くの民生用BDレコーダーでは、コンポジット入力やS入力などのアナログ外部入力端子から標準画質映像とアナログ音声をMPEG-4 AVC形式で圧縮（エンコード）して録画可能になっている。DVD-Video／DVD-VRのときと同様に、レコーダーで放送コンテンツを録画することを前提に策定されたBDAVでは、BD-Video（BDMV）にあるようなそのディスク固有のメニューデータをディスクに書き込むような仕様／規格にはなっていない。従って、BDAVディスクの再生時は、ディスク内の情報を基にして再生機能（プレイヤー／レコーダー／再生アプリケーションソフト）側で独自にメニュー表示を行う。

## 規格仕様
- 動画圧縮方式

MPEG-2、MPEG-4 AVC
- 音声符号化方式

リニアPCM、AAC、AC-3（ドルビーデジタル）、DTS‐HDマスターオーディオ
- 映像最大ビットレート

15Mbps
- システム最大ビットレート

28.8Mbps